# Comuna Kalașnîkî
Kalașnîkî (în ucraineană Калашники) este o comună în raionul Poltava, regiunea Poltava, Ucraina, formată din satele Hvozdîkivka, Kalașnîkî (reședința), Klîmenkî, Mali Kozubî, Mîhailîkî, Pidlepîci, Pîsarenkî, Serdiukî și Tverdohlibî.

## Demografie
Componența lingvistică a comunei Kalașnîkî
     Ucraineană (92,41%)
     Rusă (5,86%)
     Alte limbi (1,73%)
Conform recensământului din 2001, majoritatea populației comunei Kalașnîkî era vorbitoare de ucraineană (92,41%), existând în minoritate și vorbitori de rusă (5,86%).